# ماجستير الإدارة في الصحة
درجة الماجستير في إدارة الصحة  أو درجة الماجستير في إدارة الرعاية الصحية (اختصارًا MHA) هي درجة على مستوى الماجستير المهنية تُمنح للطلاب الذين أتموا دورة دراسية في المعرفة والكفاءات اللازمة لشغل وظائف في الإدارة الصحية، التي تنطوي على إدارة المستشفيات وغيرها من الخدمات الصحية من المنظمات، فضلا عن البنية التحتية للصحة العامة. يمكن أن تختلف البرامج وفقا للوضع، على الرغم من أنه توجد عادة برامج نموذجية للممارس في كليات الطب أو في مجال الرعاية الصحية، يمكن وجود برامج دراسية في كليات الإدارة أو الصحة العامة.
البرامج المعتمدة للدراسة عادة ما تتطلب من الطلاب استكمال تجارب تطبيقية، فضلا عن العمل بطبيعة الحال في مجالات مثل الصحة والسكان والاقتصاد والرعاية الصحية، والسياسات الصحية، والسلوك التنظيمي، وإدارة مؤسسات الرعاية الصحية، والرعاية الصحية والتسويق والاتصالات، وإدارة الموارد البشرية، وإدارة المعلومات ونظم التقييم، وعمليات تقييم وتحسين والحكم والقيادة، والتحليل الإحصائي وتطبيقه، والتحليل المالي والإدارة، وصياغة الاستراتيجيات وتنفيذها. ويهدف البرنامج إلى إعطاء درجة لخريجي التخصصات الصحية وفهم أكبر لقضايا الإدارة وإعدادهم لأدوار الإدارة العليا، وتمنح من قبل العديد من الجامعات الأمريكية والأوروبية والأسترالية. تركز الدراسة على إدارة الصحة في الدولة، وكذلك في القطاع التطوعي. والبرنامج هذا يختلف عن ماجستير في إدارة الأعمال عام أو درجة الماجستير في الإدارة العامة.

## عام
المقصود من برامج MHA هو تزويد الطلاب بالمعارف الأساسية اللازمة للعمل الإداري والتخطيط في الخدمات والنظم الصحية. أهداف البرنامج في تطوير الخريجين وهم: المختص بالمدراء العامين والمالية والمخططين المختصين، وعلى ادراة الصحة العامة، وهيكل وتنظيم وتمويل أنظمة الرعاية الصحية، وعلى ادراة القانون والمجتمع والأخلاق، والمختص في المهارات الكمية.
في معظم البلدان يُطلب من المتقدمين الحد الأدنى درجة البكالوريوس أربع سنوات وحد أدنى من الخبرة المهنية في النظام الصحي. المناهج الدراسية مع ذلك تختلف بين الجامعات.